# النزاع الجورجي الأوسيتي 1918-1920
كان النزاع الجورجي الأوسيتي لعام 1918 – 1920 عبارة عن سلسلة من الثورات، نشبت في المناطق المأهولة بالأوسيتيين والتي يُطلق عليها اليوم اسم أوسيتيا الجنوبية، جمهورية انفصالية في جورجيا، ضد الجمهورية الترانسقوقازية الديمقراطية الاتحادية وبعدها جمهورية جورجيا الديمقراطية التي يسيطر عليها المناشفة، أودت بحياة الآلاف وتركت ذكريات مؤلمة في المجتمعات الجورجية والأوسيتية للمنطقة.
خلال فترة وجودها القصيرة، واجهت حكومة جورجيا المنشفية مشاكل كبيرة مع مجموعة الأوسيتيين الاثنية الذين كانوا ميالين للبلاشفة وروسيا السوفييتية. كانت أسباب النزاع معقدة. تداخل تأخر إصلاح الأراضي والاضطرابات الزراعية في المناطق الفقيرة المأهولة بالأوسيتيين مع شقاق اثني ونزاع من أجل السلطة في القوقاز.

## 1917 – 1918
بعد ثورة فبراير عام 1917 التي نتج عنها تنازل قيصر روسيا نيكولا الثاني عن العرش، أنشأ الأوسيتيون مجلس وطني أوسيتي انعقد في جاوة في يونيو 1917 وأوصى بتشكيل هيئات حكم ذاتي في المناطق المأهولة بالأوسيتيين في كِلا طرفي القوقاز. كان المجلس مقسمًا داخليًا وفقًا للحدود الأيدولوجية وهيمن عليه البلاشفة لاحقًا داعين إلى توحيد أوسيتيا الشمالية والجنوبية ودمج أوسيتيا الجنوبية ضمن روسيا السوفييتية.
منذ فبراير 1918، كان هناك موجات عصيان عديدة بين الفلاحين الأوسيتيين الذين رفضوا دفع الضرائب للحكومة الترانسقوقازية القائمة في تبليسي. في 15 مارس 1918، تمرد الفلاحون الأوسيتيون وتمكنوا من صد اعتداء من قِبل الكتيبة التأديبية في الحرس الجورجي الشعبي التي يقودها الضابط الأوسيتي كوستا كازييف. بلغ القتال ذروته في بلدة تسخينفالي التي احتلها المتمردون في 19 مارس 1918. أعاد الحرس الجورجي الشعبي كسب السيطرة على تسخينفالي في 22 مارس. قُمعت الثورة في النهاية واتُخذت إجراءات صارمة في المنطقة، مما ولد استياءً ضد المناشفة، الذين أصبحوا بذلك متساويين، في عيون الأوسيتيين، مع الجورجيين. فتح هذا الأمر أيضًا الطريق أمام مشاعر تأييد قوية تجاه البلاشفة بين الأوسيتيين.
تحدث فاليكو جوغِلي عن قول الأوسيتيين، «أعداؤنا الأسوأ والأقسى» و، «يجب عقاب هؤلاء الخونة بقسوة. لا يوجد هناك أي طريقة أخرى».

## 1919
في أكتوبر 1919، اندلعت الثورات ضد المناشفة مرة أخرى في مناطق عدة. في 23 أكتوبر، أعلن الثوار في منطقة روكي تأسيس سلطة سوفييتية وبدأوا بالتقدم تجاه تسخينفالي، لكنهم تكبدوا هزيمة وانسحبوا إلى منطقة تيريك التي يسيطر عليها السوفييت.
شهد عام 1919 أيضًا سلسلة مناقشات عقيمة تتعلق بوضع المنطقة وحكمها. طلب الأوسيتيون درجة من الاستقلال الذاتي مماثلة لتلك الممنوحة للأبخازيين والمسلمين الجورجيين في أجاريا. على أي حال، لم يُتخذ أي قرار نهائي، واعتبرت الحكومة الجورجية المجلس الوطني لأوسيتيا الجنوبية غير شرعيّ، وهو هيئة يسيطر عليها البلاشفة، ورفضت أي عملية منح للاستقلال الذاتي. استغل البلاشفة التوترات وأخطاء المناشفة بالكامل لتعزيز تأثيرهم على الأوسيتيين.

## 1920
في عام 1920، اندلعت ثورة أوسيتية أكبر بكثير، بدعم من الهيئة الإقليمية للحزب الشيوعي السوفييتي، الذي جمع قوة عسكرية في مدينة فلاديكافكاز، العاصمة الحالية لجمهورية أوسيتيا الشمالية – ألانيا، في روسيا. رغم تأكيد احترام سلامة جورجيا الإقليمية في معاهدة موسكو الموقعة في 7 مايو 1920، طالبت روسيا السوفييتية باستدعاء جورجيا لقواتها من أوسيتيا. في 8 مايو، أعلن الأوسيتيون جمهورية سوفييتية في منطقة روكي على الحدود الروسية الجورجية. عبرت قوة بلشفية إلى جورجيا من فلاديكافكاز وساعدت الثوار المحليين في هزيمة قوة جورجية في منطقة جافا. ضُمّنت المناطق المتمردة بنجاح في روسيا السوفييتية. لكن، رغبة فلاديمير لينين بالحفاظ على السلام مع جورجيا في ذلك الوقت واحتمال فشل الثوار عسكريًا، أجبر البلاشفة على إبعاد أنفسهم عن النزاع الأوسيتي. سحق الحرس الجورجي الشعبي على يد فاليكو جوغِلي الثورة بعنف شديد، هازمًا الثوار في سلسلة من المعارك الشرسة. احترقت عدة قرى وقُتل من 3,000 إلى 7,000 شخص أثناء الاعتداءات، من بينهم 4,812 إلى 5,279 أوسيتي، توفي 4,143 منهم نتيجة الجوع والأمراض. أُجبر نحو 20,000 أوسيتي على التماس اللجوء في روسيا السوفييتية.      